# Skrzydło (zoologia)

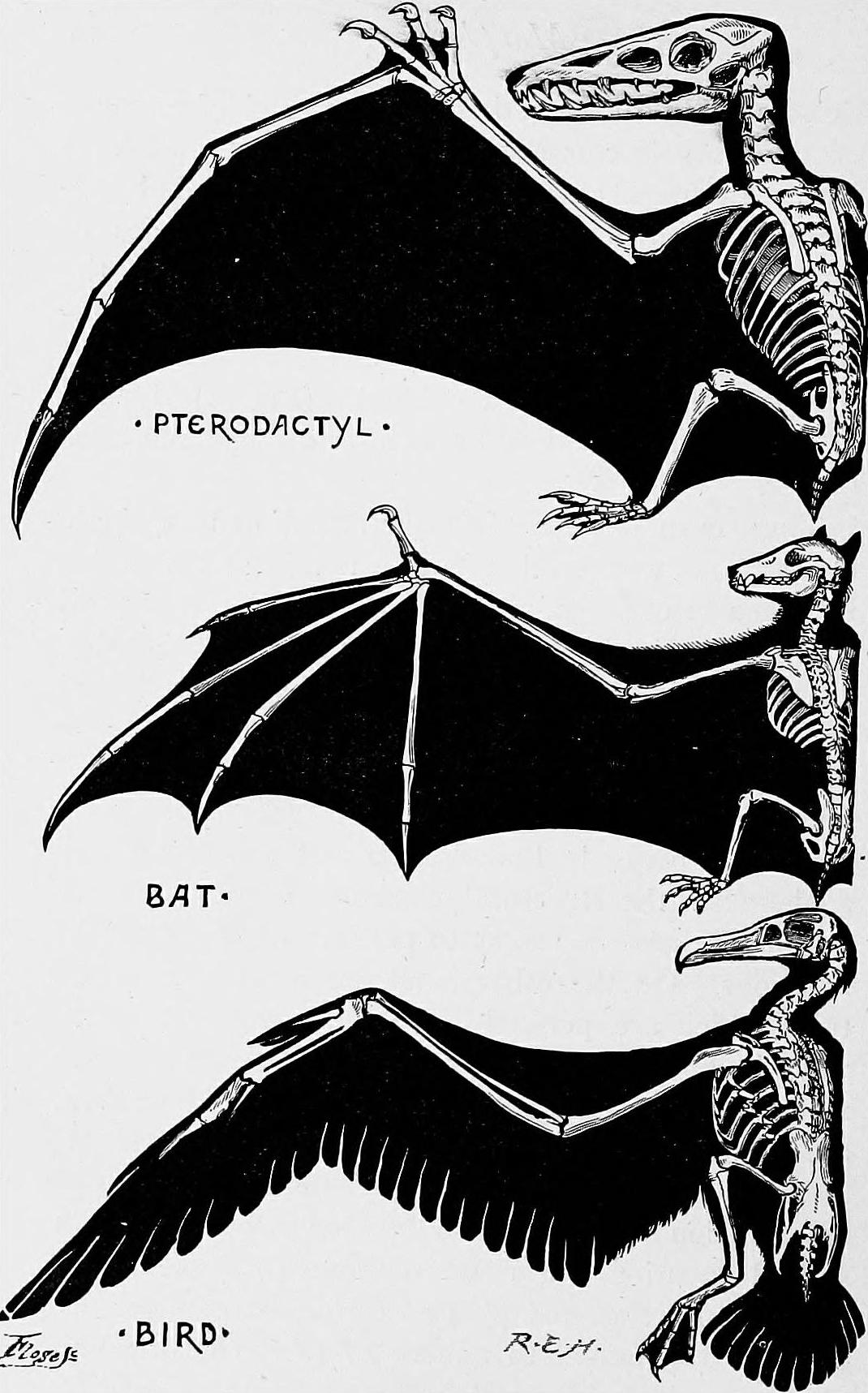
Skrzydła (1) pterodaktyla, (2) nietoperzy, (3) ptaków – są przekształconymi przednimi kończynami

Skrzydło – parzysty narząd umożliwiający zwierzętom latanie. Występuje u wielu owadów oraz u niektórych kręgowców (większość ptaków, niektóre ssaki i niektóre wymarłe, latające gady). U owadów występuje 1 lub 2 pary (przednie i tylne), u pozostałych zwierząt – 1 para skrzydeł.
Skrzydła owadów to baldaszkowate, dwuścienne uwypuklenia powłok ciała, wzmocnione żyłkami.
Skrzydła ptaków są przekształconymi kończynami piersiowymi pokrytymi piórami. 
Skrzydła nietoperzy, niektórych lotopałankowatych i lotokotowatych tworzą fałdy skórne rozpostarte pomiędzy kończynami lub kośćmi. Nietoperzom umożliwiają lot aktywny, a pozostałym – lot ślizgowy. Podobnie do skrzydeł nietoperzy zbudowane były skrzydła pterozaurów.